# Aansprakelijkheid voor dieren
De aansprakelijkheid voor dieren is de aansprakelijkheid die een persoon kan oplopen voor de schade die voortkomt uit een gedraging van het dier.

## België
Art. 1385 van het Burgerlijk Wetboek luidt als volgt:

De eigenaar van een dier, of, terwijl hij het in gebruik heeft, degene die zich ervan bedient, is aansprakelijk voor de schade die door het dier is veroorzaakt, hetzij het onder zijn bewaring stond, dan wel verdwaald of ontsnapt was.

Art. 1385 stelt een onweerlegbaar vermoeden in ten aanzien van de eigenaar van het dier of de bewaarder. Het gaat dus om een alternatieve aansprakelijkheid. De bewaarder van het dier is de persoon aan wie het meesterschap werd overgedragen door de eigenaar. De benadeelde moet aantonen dat de aangesprokene op het ogenblik van de schadeverwekkende gedraging de bewaring over het dier had. Een niet-eigenaar kan bewaarder worden indien hij het volledige meesterschap heeft over het dier. Het Hof van Cassatie definieert het volledige meesterschap als volgt: de niet-ondergeschikte macht van leiding, toezicht en controle zonder inmenging van de eigenaar. Hierbij is niet vereist dat de bewaarder het meesterschap voor eigen rekening uitoefent. Of een persoon het volledige meesterschap had, moet door de feitenrechter in concreto worden beoordeeld.
De eigenaar of bewaarder is aansprakelijk voor de gedraging van alle dieren die voor bewaking of bewaring vatbaar zijn en die door hun gedrag schade toebrengen aan derden. Het kan gaan om wilde dieren (zoals leeuwen in een circus) of om dieren die zijn uitgebroken of verdwaald zijn.

### Wettelijk onweerlegbaar foutvermoeden
De benadeelde moet enkel bewijzen dat er een causaal verband bestaat tussen de gedraging en de schade. 
De aansprakelijke kan zich m.a.w. enkel bevrijden van aansprakelijkheid indien hij aantoont dat niet voldaan is aan de toepassingsvoorwaarden van dit aansprakelijkheidsregime, of door een vreemde oorzaak in te roepen. Het voorgaande werd door Cassatierechtspraak enigszins versoepeld in het Twijgarrest: indien het gedrag van het dier niet abnormaal of onvoorzienbaar was en de derde zelf een fout begaat, dan is de vreemde oorzaak de fout van de derde. Dit heet het causaliteitsopslorpend effect.